# Christian Jacobsen Drakenberg
Christian Jacobsen Drakenberg (18. november 1626 (?) – 9. oktober 1772) var en norskfødt dansk sømand, der ifølge egne oplysninger var født i 1626 og følgelig nåede en imponerende alder: 145 år.
Drakenberg blev angiveligt født i Skee i Bohuslän, der indtil 1658 hørte til Norge. Faderen, Jacob Drakenberg, var kaptajn, og sønnen stod til søs som 13-årig. Han var underofficer i marinen (til sidst højbådsmand) og deltog som sådan efter sigende i Frederik 3.s, Christian 5.s og Frederik 4.s krige mod Sverige. Mellem disse krige var han beskæftiget med udenlandsk koffardifart. I 1694 blev han efter eget udsagn fanget af algierske sørøvere og måtte derfor fra sit 68. til 83. år trælle i slaveri på Cypern, i Aleppo og i Tripolis. Da han endelig undslap tog han tilbage til Danmark og gik endnu engang med i krig mod Sverige (Den Store Nordiske Krig).
Først omkring 1722 opgav han livet som sømand, og opholdt sig nu i København og på herregårde i Jylland, bl.a. Ørslevkloster, Allinggård, Engelsholm, Bygholm og Aakjær. Da det ikke var alle, der troede på hans høje alder, gav han sig i en alder af angiveligt 102 til sit fødesogn og vendte tilbage med en udskrift af kirkebogen.
Da Drakenberg angiveligt var 111 år gammelt giftede han sig med en skipperenke. Hun døde imidlertid før Drakenberg og som angiveligt 132-årig friede han igen, men uden succes. Omkring 1760 flyttede han til Århus og indlogerede sig hos Karens Jensdatter i Fiskergade 82. Århus blev også stedet, hvor han døde, og hvor hans mumieagtige lig indtil 1840 lå til skue i Laurids Ebbesens Kapel i Århus Domkirke. Da Dronning Caroline Amalie under et besøg i domkirken forlangte, at han blev begravet, blev Drakenberg flyttet til kirkens krypt. Ved en restaurering af Århus Domkirke i 1998 lykkedes det dog hverken at finde rester af Drakenberg eller kisten.

## Problemer med Drakenbergs påstande
Ud over det forholdsvis urimelige i, at Drakenberg vitterligt skulle have opnået den påståede så høje alder, er der flere problemer med hans påstande. Han skulle angiveligt i 1626 være blevet døbt af en præst ved navn Peder Johansen Wynsten, men det er aldrig lykkedes at finde vidnesbyrd om en præst med det navn i fødesognet. Heller ikke den præst, der i 1732 skulle have lavet en udskrift af kirkebogen, Cornelius Nicolai, kan man finde spor af. I øvrigt blev kirkebøger først lovbefalet i Norge i 1683. Forældrene er det ligeledes ikke lykkedes at finde hverken i det angivne fødesogn eller andre steder.
Det er rigtigt at Drakenberg fik pension af kongen i 1735, og at han giftede sig to år efter. Nogle historikere påstår, at han var født omkring 1665–70 og blev dermed vel omkring de hundrede år, hvilket var en meget høj alder i sin samtid, måske nok den højeste, men det har ikke været muligt at fremskaffe indicier for denne påstands rigtighed. Men i samtiden var der ingen som rejste tvivl om, at han blev næsten 146 år, og det blev noteret både i kirkebogen og i skifteprotokollen.

## Drakenbergs eftermæle
Drakenberg var noget af en berømthed i sin egen tid, men det stoppede ikke der. Som sagt lå han til skue i Århus Domkirke, men selv flere år derefter kunne han fascinere. Særligt var den århusianske skibsprovianteringshandler Sophus E. Johnsen (1869-1950) voldsomt optaget af Drakenberg. Johnsen kaldte således sin ejendom i Havnegade for Drakenberghus, og på hvad der angiveligt var 300-årsdagen for Drakenbergs fødsel holdt han en stor fest og fik opsat en mindeplade for Drakenberg på huset i Fiskergade, hvor Drakenberg havde boet. En gammel levnedsskildring fra 1774 fik han optrykt og oversat til svensk, engelsk, tysk og hollandsk. Han oprettede også ligefrem et Drakenberg-museum og udgave i nogle få år Drakenberg-Posten. En Drakenberg-orden blev det også til, og Johnsen tildelte den bl.a. til Winston Churchill og Vera Lynn.
Johnsen lod efter eget udsagn en række gipsafstøbninger (byster) af Drakenbergs mumie fremstille. Han påstod, at han havde fået lov at foretage afstøbninger, men der findes ingen dokumenter til at støtte den påstand. Da man imidlertid ikke fandt spor af Drakenberg i krypten i 1998 kunne det tænkes, at Johnsen på en eller anden måde havde fået fat i mumien, men intet sikkert vides.
En gruppe forskere fra Center for Gerontopsykologi i Århus med gerontolog Pia Fromholt i spidsen havde håbet på at have fundet Drakenbergs rester i krypten, så de kunne undersøge dem nærmere. Da de ikke havde held med dette prøvede de i stedet at opspore en eller flere af de afstøbninger, som Johnsen efter sigende havde ladet fremstille. De skulle bl.a. være blevet foræret til flere museer, men uden held. Et enkelt dansk museum kunne dog oplyse, at man engang havde haft en byste, men den var siden forsvundet. Til sidst lykkedes det dog i februar 1999 at finde et eksemplar på Strömstads Museum i Sverige.
Nærmere undersøgelser af gipsafstøbningen har godtgjort, at der efter alt at dømme er tale om en afstøbning af et afdødt menneske, men sammenligninger med de tre portrætter af Drakenberg, der blev malet i hans levetid (et af Johann Salomon Wahl fra 1736 (Frederiksborgmuseet), et af Carl Gustav Pilo fra 1741 og et af Mogens Thrane fra 1758), har ikke kunnet be- eller afkræfte, om det vitterligt skulle være Drakenbergs mumie, afstøbningen stammer fra. Det er dog påfaldende, at afstøbningen ikke viser noget skæg, mens Drakenberg på de to malerier er udstyret med et stort fuldskæg.

## Galleri
- Teksten på Drakenbergs hus i Aarhus.
- Drakenbergs hus.
- Drakenbergs begravelse 16. oktober 1772 indskrevet i kirkebogen for Århus Domsogn.
- Drakenberghus på Mindebrograde er ligeledes opkaldt Drakenberg